# تاجيمي غيفو
تاجيمي غيفو (بالإنجليزية: Tajimi, Gifu)‏ هي مدن اليابان تقع في اليابان في غيفو (محافظة). يقدر عدد سكانها بـ 112,165 نسمة .

## المناخ
يظهر الجدول التالي التغييرات المناخية على مدار السنة لتاجيمي غيفو:
| البيانات المناخية لـتاجيمي غيفو        | البيانات المناخية لـتاجيمي غيفو | البيانات المناخية لـتاجيمي غيفو | البيانات المناخية لـتاجيمي غيفو | البيانات المناخية لـتاجيمي غيفو | البيانات المناخية لـتاجيمي غيفو | البيانات المناخية لـتاجيمي غيفو | البيانات المناخية لـتاجيمي غيفو | البيانات المناخية لـتاجيمي غيفو | البيانات المناخية لـتاجيمي غيفو | البيانات المناخية لـتاجيمي غيفو | البيانات المناخية لـتاجيمي غيفو | البيانات المناخية لـتاجيمي غيفو | البيانات المناخية لـتاجيمي غيفو |
| الشهر                                  | يناير                           | فبراير                          | مارس                            | أبريل                           | مايو                            | يونيو                           | يوليو                           | أغسطس                           | سبتمبر                          | أكتوبر                          | نوفمبر                          | ديسمبر                          | المعدل السنوي                   |
| -------------------------------------- | ------------------------------- | ------------------------------- | ------------------------------- | ------------------------------- | ------------------------------- | ------------------------------- | ------------------------------- | ------------------------------- | ------------------------------- | ------------------------------- | ------------------------------- | ------------------------------- | ------------------------------- |
| متوسط درجة الحرارة الكبرى °م (°ف)      | 9.2 (48.6)                      | 10.5 (50.9)                     | 14.4 (57.9)                     | 20.5 (68.9)                     | 24.9 (76.8)                     | 28.1 (82.6)                     | 31.7 (89.1)                     | 34.1 (93.4)                     | 29.4 (84.9)                     | 23.5 (74.3)                     | 17.5 (63.5)                     | 11.9 (53.4)                     | 21.3 (70.4)                     |
| متوسط درجة الحرارة الصغرى °م (°ف)      | −2.3 (27.9)                     | −1.9 (28.6)                     | 1.3 (34.3)                      | 6.8 (44.2)                      | 12.0 (53.6)                     | 17.3 (63.1)                     | 21.5 (70.7)                     | 22.6 (72.7)                     | 18.9 (66.0)                     | 11.6 (52.9)                     | 5.2 (41.4)                      | −0.1 (31.8)                     | 9.4 (48.9)                      |
| المصدر: وكالة الأرصاد الجوية اليابانية |                                 |                                 |                                 |                                 |                                 |                                 |                                 |                                 |                                 |                                 |                                 |                                 |                                 |

## أعلام
- تومويا ميكامي
- كازوهيرو ساتو
- تارو سوغيموتو
- توشيوكي هوري